# بيتر كينغ (سياسي)
بيتر كينغ (بالإنجليزية: Peter King)‏ هو سياسي أسترالي، ولد في 29 يونيو 1952 في أستراليا. حزبياً، نشط في الحزب الليبرالي الأسترالي. وقد انتخب عضو مجلس النواب الأسترالي عن دائرة ونتوورث ‏ (10 نوفمبر 2001 – 9 أكتوبر 2004).